# Estelle Zhong Mengual
Pour les articles homonymes, voir Mengual.
Estelle Zhong Mengual, née en 1989 à Paris, est une historienne de l'art française.

## Biographie
Estelle Zhong Mengual naît en 1989. Après une khâgne au lycée Henri-IV à Paris, elle suit les cours à l'École normale supérieure de Lyon, où elle rencontre Baptiste Morizot.
Après une thèse en histoire de l'art à Sciences Po dirigée par Laurence Bertrand Dorléac, elle enseigne dans le « programme d’Expérimentation en Art et Politique » (SPEAP), créé par Bruno Latour à Sciences Po et aux Beaux-Arts de Paris dans le cadre de la Chaire « Habiter le paysage : pratiques artistiques d’hospitalité pour le vivant »,.
En 2023, elle crée le spectacle Danses non humaines avec le chorégraphe Jérôme Bel, au Louvre. À travers plusieurs pièces choisies appartenant au répertoire de la danse savante occidentale, les deux curateurs interrogent les différentes stratégies inventées par les chorégraphes pour s’atteler à ce défi apparemment impossible de devenir d’autres corps que les nôtres : les végétaux, les animaux, les éléments naturels.

## Publications
- avec Baptiste Morizot, Esthétique de la rencontre. L'énigme de l'art contemporain, Le Seuil, 2018
- préface de Bruno Latour, L'art en commun. Réinventer les formes du collectif en contexte démocratique, Dijon : Les Presses du réel, 2018

- (en) (sous sa direction et celle de Xavier Douroux) Reclaiming Art / Reshaping Democracy : the new patrons & participatory art, Dijon : Les Presses du réel, 2017  (ISBN 2840667207)
- Apprendre à voir. Le point de vue du vivant, Actes Sud, 2021, prix EcoloObs pour le meilleur essai en pensée environnementale de l’année 2021
- contribution dans Végétal. L'école de la beauté, Jean Boîte Editions, 2022  (ISBN 978-2-36568-059-2)
- Peindre au corps à corps. Les fleurs et Georgia O’Keeffe, Actes Sud, 2022  (ISBN 978-2-330-16368-6)